# Orsago
Orsago (Orsago in veneto) è un comune italiano di 3 741 abitanti della provincia di Treviso in Veneto.

## Storia

### La preistoria e l'età del bronzo
In origine, Orsago era una località selvaggia dove abbondavano le paludi (di cui resta traccia nel toponimo Palù). L'ambiente acido delle torbiere ha permesso la conservazione di semi di origine antichissima, consentendo di ricostruire la composizione della flora: si trattava di una ricca foresta di latifoglie e larici, con un notevole sottobosco e associato a canneti. Un ambiente del genere rappresentava certamente l'habitat ideale per varie specie animali e, di conseguenza, richiamò anche l'uomo.
La presenza umana è infatti testimoniata da numerosi reperti, riguardanti per lo più utensili in selce risalenti al neolitico (3000 a.C.). Si ritiene che queste popolazioni rimasero nella zona sino all'età del bronzo (2000 a.C.). Gran parte dei ritrovamenti è stata fatta dopo le bonifiche degli anni cinquanta che spianarono gli ultimi resti delle paludi: in quell'occasione fu individuato un vero e proprio abitato, mentre scavi più recenti hanno portato alla luce i resti di un insediamento palafitticolo.
All'età del bronzo risalgono altri due importanti insediamenti, il primo in località Casire Tre Fosse, l'altro in località Prà della Stalla. Nei siti sono stati ritrovati cocci di ceramiche e altri recipienti, oltre a una spada e una lancia in bronzo.

### I Paleoveneti
La civiltà paleoveneta era ben presente nella zona di Orsago che ospitò, forse, un santuario. Con questo termine non si intende una costruzione, ma un luogo di culto rappresentato da boschi, alberi o fonti. Nelle sorgenti venivano gettati, quali ex voto, monete ed oggetti religiosi. Lamine votive sono state infatti rinvenute a Prà della Stalla, dove viene raffigurata una divinità con una veste a pieghe una pelle d'animale sul braccio sinistro, a cui si aggiungono assi di epoca repubblicana, fibbie e recipienti.

### L'età romana
A partire dal II secolo a.C., la zona fu assoggettata ai Romani. La zona divenne parte del municipium di Oderzo verso il 49 a.C., quando Cesare ne ampliò il territorio, anche se l'area era centuriata già da tempo.
Sotto Augusto, anche l'attuale Orsago seguì le sorti del Veneto e fu assegnato alla Regio X.
Di questo periodo restano vari reperti, tra i quali resti di sepolture e pavimentazioni di ville.

### Il medioevo
Appartenne ai Da Camino; all'inizio del XIV secolo passò al Patriarcato di Aquileia e nel 1389 a Venezia..

### Simboli
Lo stemma e il gonfalone sono stati concessi con decreto del presidente della Repubblica del 19 gennaio 1962.
Il gonfalone è un drappo troncato di bianco e di rosso.

## Monumenti e luoghi d'interesse

### Chiese
- Chiesa parrocchiale di San Benedetto Abate, costruita nel 1676 e consacrata nel 1695[10]. È compresa nella diocesi di Vittorio Veneto.

### Ville venete
- Casa Basso[11]
- Casa Carli Grumatti[12]
- Villa Priuli De Chastonay Da Re[13]
- Villa Vicenzotti Cefis Fiorin[14]
- Villa Sbrojavacca Maffei Zanin[15]

## Società

### Evoluzione demografica
Abitanti censiti

### Etnie e minoranze straniere
Al 31 dicembre 2023 gli stranieri residenti nel comune erano 384, ovvero il 10,1% della popolazione. Di seguito sono riportati i gruppi più consistenti:
1. Albania 110
2. Romania 53
3. Marocco 27

## Economia
Nel comune ha sede l'industria alimentare Doria (gruppo Bauli).

## Infrastrutture e trasporti

### Ferrovie
- Orsago è servita dall'omonima stazione ferroviaria, posta sulla linea Venezia-Udine gestita da Rete Ferroviaria Italiana.

## Amministrazione
| Periodo        | Periodo        | Primo cittadino | Partito      | Carica  | Note                                                      |
| -------------- | -------------- | --------------- | ------------ | ------- | --------------------------------------------------------- |
| 1995           | 1999           | Sergio Gaiot    | Lista civica | Sindaco |                                                           |
| 1999           | 2004           | Sergio Gaiot    | Lista civica | Sindaco |                                                           |
| 2004           | 2009           | Giancarlo Mion  | Lista civica | Sindaco |                                                           |
| 2009           | 2014           | Giancarlo Mion  | Lista civica | Sindaco |                                                           |
| 26 maggio 2014 | 27 maggio 2019 | Fabio Collot    | Lista civica | Sindaco | Lista civica Orsago Bavaroi Bosco con sostegno della Lega |
| 27 maggio 2019 | 9 giugno 2024  | Fabio Collot    | Lista civica | Sindaco | Lista civica Orsago Bavaroi Bosco con sostegno della Lega |
| 9 giugno 2024  | in carica      | Giancarlo Mion  | Lista civica | Sindaco | Lista civica Vivi Orsago                                  |